# Aleixo Mafra
Aleixo Gaudêncio de Oliveira Mafra (Itabira, c. 1834 — Guaratinguetá, ) foi um maestro brasileiro.
Não se sabe quando passou a residir em Guaratinguetá. Mas, já na cidade, com apenas 19 anos, casou-se com Maria Teresa de Jesus e tiveram três filhos.
O maestro Mafra foi vereador de Guaratinguetá de 1861 a 1864. Era filiado ao Partido Liberal. Fundou e dirigiu uma banda de música que atuava em Guaratinguetá, Lorena e Aparecida. Foi agente de correios em 1867 e professor no Colégio Santa Cruz, de música vocal e instrumental.
Em 1865, quando da partida de guardas nacionais para participar da Guerra do Paraguai, o maestro Mafra esteve presente com sua banda.
O Museu Frei Galvão, em Guaratinguetá, mantém em seu acervo instrumentos musicais que pertenceram ao maestro.